# Piraquara
Piraquara är en stad och kommun i södra Brasilien och ligger i delstaten Paraná. Den är en förortskommun till Curitiba och folkmängden uppgick år 2014 till cirka 103 000 invånare.